# 山口県道185号防府停車場向島線
山口県道185号防府停車場向島線（やまぐちけんどう185ごう ほうふていしゃじょうむこうしません）は、山口県防府市を通る一般県道である。

## 概要
防府市戎町（えびすまち）1丁目のJR西日本山陽本線 防府駅から防府市大字向島に至る。

### 路線データ
- 起点：防府市戎町1丁目（防府駅てんじんぐち交差点、山口県道54号防府停車場線・山口県道186号防府停車場大藪線起点、山口県道184号三田尻港徳地線交点）
- 終点：防府市大字向島

## 歴史
- 1963年（昭和38年）5月31日 - 山口県告示第297号により認定される。
- 1972年（昭和47年） - 山口県の県道番号再編により現行の路線番号に変更される。

## 路線状況

### 重複区間
- 山口県道186号防府停車場大藪線（防府市戎町（えびすまち）1丁目、防府駅てんじんぐち交差点（起点） - 防府市八王子1丁目・防府駅西交差点）
- 山口県道58号防府環状線（防府市大字新田・横入川交差点 - 防府市大字浜方・向島入口交差点）

### 道路施設

#### 橋梁
- 問屋口橋（防府市大字新田）
- 錦橋（瀬戸内海、防府市大字新田 - 防府市大字向島）
- 洗川橋（防府市大字向島）

## 地理

### 通過する自治体
- 山口県
  - 防府市

### 交差する道路
| 交差する道路                                                                                    | 交差する場所            | 交差する場所                    |
| ----------------------------------------------------------------------------------------------- | ----------------------- | ------------------------------- |
| 山口県道54号防府停車場線 山口県道184号三田尻港徳地線 山口県道186号防府停車場大藪線 重複区間起点 | 戎町（えびすまち）1丁目 | 防府駅てんじんぐち交差点 / 起点 |
| 山口県道186号防府停車場大藪線 重複区間終点                                                      | 八王子1丁目             | 防府駅西交差点                  |
| 山口県道183号中ノ関港新田線                                                                     | 大字新田                | 新田交差点                      |
| 山口県道58号防府環状線 重複区間起点                                                             | 大字新田                | 横入川交差点                    |
| 山口県道58号防府環状線 重複区間終点                                                             | 大字浜方                | 向島入口交差点                  |

### 交差する鉄道
- 山陽本線

### 沿線
- JR西日本山陽本線 防府駅
- 防府市地域交流センターアスピラート
- 防府市役所
- 防府警察署
- 防府簡易裁判所
- 防府市青少年科学館ソラール
- 防府市立桑山中学校
- 桑山公園 - 江戸時代初頭毛利輝元が築城候補地とした場所の一つ。結局江戸幕府の圧力などにより指月山（萩市）に築城することになった。今は桜の名所になっている。
- 防府市保健センター
- 防石鉄道跡地
- 防府市立華浦小学校
- 防府市立新田小学校
- 向島
- 向島タヌキ生息地
- 田の浦海水浴場
- 防府市立向島小学校
- 向島運動公園